# Heinz Erhardt
Heinz Erhardt (* 20. Februar 1909 in Riga, Russisches Kaiserreich; † 5. Juni 1979 in Hamburg-Wellingsbüttel) war ein deutscher Komiker, Musiker, Komponist, Unterhaltungskünstler, Kabarettist, Schauspieler und Dichter. Erhardt gelangte in der Nachkriegszeit zunächst durch Bühnenauftritte, ab den 1950er-Jahren auch durch Hauptrollen in Kinofilmen sowie eigene Fernsehsendungen zur Berühmtheit. Sein Humor zeichnete sich durch einen spielerischen Umgang mit der deutschen Sprache aus, etwa durch Wortspiele oder verdrehte Redewendungen. In der ZDF-Sendung Unsere Besten – Komiker & Co. wurde er 2007 bei der Wahl zum besten deutschsprachigen Komiker auf den zweiten Platz gewählt.

## Leben
Heinz Erhardt wurde als Sohn des deutsch-baltischen Kapellmeisters und Komponisten Gustav Hans (Gustl) Erhardt (1883–1944) und dessen Frau Alice Henriette, geb. Neldner, in Riga geboren. Er wuchs größtenteils bei seinen Großeltern mütterlicherseits in der späteren lettischen Hauptstadt Riga auf, wo sein Großvater Paul Neldner ein Musikhaus führte. Über seinen Großvater kam Heinz Erhardt zum Klavierspiel. Zur Einschulung holte ihn seine Mutter nach St. Petersburg, wo er aber nur kurze Zeit blieb. Heinz Erhardt war Neffe des lettischen Finanzministers Robert Erhardt (1874–1941). Die Familie stammte von den Hirschenhöfern ab, deutschen Kolonisten, die in den 1760er Jahren im südlichen Livland angesiedelt worden waren.

### Jugendzeit und Ausbildung
1919 nahm ihn sein Vater mit nach Deutschland. Eine Zeit lang lebte er in der Wennigser Mark bei Hannover bei der zweiten Frau seines Vaters, die nur neun Jahre älter war als er selbst. Von 1919 bis 1924 besuchte er ein Internat in Barsinghausen bei Hannover und das Realgymnasium am Georgsplatz, die heutige Tellkampfschule. Danach kehrte er nach Riga zurück.
Erhardt hatte inzwischen 15 Schulwechsel hinter sich. Ab 1924 war er auf einem deutschen Gymnasium in Riga, an dem er einer Laienspielgruppe angehörte. 1926 verließ er diese Schule ohne Abschluss. Er besuchte danach bis 1928 das Konservatorium in Leipzig und studierte dort Klavier und Komposition. Zu jener Zeit entstand sein Gedicht Das Gewitter. Erhardts Jugendtraum, Pianist zu werden, wurde von den Großeltern nicht unterstützt. Sein Großvater wollte, dass Erhardt eine kaufmännische Ausbildung erhielt, und stellte ihn als Lehrling in seinem Musikhaus ein.

### Familie
1935 heiratete Heinz Erhardt die Tochter des ehemaligen italienischen Konsuls in Sankt Petersburg, Gilda Zanetti (1913–1987). Wie er schreibt, hatte er sie in einem Aufzug kennengelernt. Aus der Ehe gingen vier Kinder hervor: Grit (1936–2016, verh. Berthold), Verena (* 1940, verh. Haacker), Gero (1943–2021) und Marita (* 1944, verh. Malicke). Gero Erhardt wurde Kameramann und Regisseur. Erhardts Enkel Marek Erhardt ist Synchronsprecher und Schauspieler.

### Karriere
Von 1928 bis 1938 arbeitete Erhardt in Riga in der Kunst- und Musikalienhandlung des Großvaters Paul Neldner und verkaufte dort Klaviere und Blockflöten. In Riga trat er auch mit selbst komponierten und komischen, häufig aus dem Stegreif herrührenden Texten, Liedern, Witzen, gestenreich untermalten Einfällen und Gedichten in den Kaffeehäusern der Stadt auf. 1937 trug er eigene Lieder in den Programmen der Reichssender Königsberg und Danzig vor. 1938 holte Willi Schaeffers Heinz Erhardt nach Berlin an das Kabarett der Komiker.
Im Zweiten Weltkrieg wurde Erhardt 1941 zum Kriegsdienst einberufen. Bei zwei Musterungen war er durchgefallen, bei der dritten kam er – als Nichtschwimmer und Brillenträger – nach Stralsund zur Kriegsmarine, die für ihr Orchester einen Klavierspieler suchte. In der Folgezeit war er an verschiedenen Orten in der Truppenbetreuung tätig.
Nach dem Krieg ließ sich Erhardt mit seiner Familie in Hamburg nieder. Er arbeitete als Radiomoderator beim NWDR. Seine erste bekannte Sendung hieß So was Dummes. Ab 1946 schrieb Erhardt auch die Glosse der Woche für diesen Sender. Der bunte Abend des NWDR wurde ebenfalls regelmäßig von Erhardt bestritten. Der Sender nahm 1948 auch den Komponisten Erhardt mit seiner 10-Pfennig-Oper ins Programm. 1947 und 1948 reiste er durch alle drei westlichen Besatzungszonen und wirkte im Südwestfunk in der Reihe Hörerlieblinge sowie im Bayerischen Rundfunk im Kabarett am Wochenend mit. Durch diese Radiosendungen, die zu den wenigen Unterhaltungsgelegenheiten jener Zeit in Deutschland zählten, wurde Erhardt als singender NWDR-Komiker weithin bekannt. Er begnügte sich jedoch nicht nur mit Hörfunkaktivitäten, sondern kehrte auch auf die Bühne zurück, wo er als Alleinunterhalter durch die westlichen Besatzungszonen und die spätere Bundesrepublik Deutschland tourte. Außerdem wirkte er als Theaterschauspieler. Seine Theaterpremiere hatte er 1946 in Hamburg mit dem Stück Frauen haben das gerne. Die Eintrittspreise waren bescheiden; zu den Vorstellungen mussten die Besucher Kohlen zum Heizen mitbringen; zum Teil wurde statt mit Geld mit Naturalien bezahlt.
Ab Weihnachten 1946 wohnte Erhardt mit seiner Familie in Hamburg-Blankenese. Nachdem sich Erhardt in einer Rundfunksendung über seinen Vermieter lustig gemacht hatte, kam es mit diesem zu einem Prozess. Erhardt verlor den Prozess und musste 5.000 Reichsmark Strafe zahlen, die allerdings aufgrund der Währungsreform nichts mehr wert waren. Danach siedelten die Erhardts innerhalb Hamburgs nach Wellingsbüttel um.
In den 1940er und 1950er Jahren erfreuten sich Bühnen-Galas in Form von bunten Nachmittagen und bunten Abenden großer Beliebtheit im Land. Hierbei wirkte Erhardt in Programmen mit, die von Hans Hasslach, dem früheren Gastspieldirektor von La Jana in Hamburg und Umgebung veranstaltet wurden. Seine Darbietungen waren humoristische Episoden, die häufig von ihm selbst am Klavier musikalisch untermalt wurden. Auch trat er bei solchen Veranstaltungen als Conférencier auf.
Große Erfolge feierte er ab 1957 im Kino als Hauptfigur in Filmkomödien wie Der müde Theodor, Witwer mit fünf Töchtern, Der Haustyrann, Immer die Radfahrer, Natürlich die Autofahrer, Der letzte Fußgänger, Drei Mann in einem Boot und Was ist denn bloß mit Willi los? In vielen seiner Filmrollen spielt er eine Art netten, aber etwas verwirrten und schüchternen Familienvater oder Onkel, der gerne Unsinn erzählt. Gleichzeitig versuchte er meist, den typischen Deutschen aus der Zeit des Wirtschaftswunders darzustellen.
Der Komiker Erhardt agierte gänzlich unpolitisch. Systematisch hielt er sich aus allen politischen Bereichen zurück. Die Politik war für ihn eine andere Welt, Versuche von Parteien, ihn politisch einzuspannen, ignorierte er. Es gab aber Journalisten, die Überlegungen dieser Art zu Papier brachten: „Wie wär`s, wenn er einmal in den Bundestag einzöge? Bestimmt wären die Wogen eines ernsthaften Streites zwischen Regierung und Opposition sofort geglättet, wenn er mit seinem ergötzlichen Kauderwelsch im Dickicht der Begriffe der hohen Politik als Friedensstifter aufträte.“
Heinz Erhardt mutete sich zwei Jahrzehnte lang ein eng-getaktetes Auftrittsprogramm zu, das zahlreiche Tourneen durch Städte, Kurorte und Seebäder der Bundesrepublik Deutschland einschloss, bei denen er wenig Rücksicht auf seine Gesundheit nahm. Auf Urlaub verzichtete er völlig. Er spielte die Hauptrollen in zahlreichen Theater-Komödien, die vielfach sehr lange auf den Spielplänen standen. Im November 1970 hatte er ein seltenes Theaterjubiläum erreicht – zum 500. Mal spielte er den Hauptakteur im Theaterstück Das hat man nun davon. Die Vorstellungen waren zu 90 Prozent ausverkauft.
1970 erschien Das große Heinz Erhardt Buch, ein Sammelband, von Erhardt kokett „Mein Alterswerk“ genannt. Es enthielt die witzigsten, nachdenklichsten und blödesten Beiträge aus vier zuvor erschienenen Einzelbänden. Nach seinem Auftritt in der ARD-Quizsendung Was bin ich, in der er sein Buch absichtlich immer wieder ins Bild halten konnte, weil das Rateteam ihn auch im zehnten Versuch noch nicht erraten hatte, wurde das Buch binnen weniger Wochen zum Bestseller. Erhardt ging nun deutschlandweit auf Lese-Reisen, seine Dichterlesungen wurden ein großer Erfolg. Für 1972 hatte er sich vorgenommen, nur noch Lesungen zu veranstalten und dafür von Stadt zu Stadt zu reisen. Begann die Vorstellung erst um 21 Uhr, nannte er die Veranstaltung scherzhaft „Meine Spätlese“. Im Mai 1978, ein Jahr vor seinem Tod, wurde ihm für dieses Werk in Anlehnung an die Goldene Schallplatte das Goldene Gedicht verliehen. Bis heute ist das umfangreiche Buch ein Best- und Longseller geblieben mit mehr als 3 Millionen verkauften Exemplaren. Erhardt war am Erfolg beteiligt; für seine Bücher erhielt er, im Gegensatz zu seinen Filmen und Fernsehstücken, ein prozentuales Honorar. Dadurch hatten er und seine Frau auf Dauer keine finanziellen Sorgen mehr. Selbst als er krank war, trugen die Buchhonorare den Lebensunterhalt.
Um sich die Angst vor dem Publikum zu nehmen, trug Heinz Erhardt auf der Bühne eine Hornbrille mit dickem Fensterglas, die seine Kurzsichtigkeit nicht korrigierte. Dadurch nahm er das Publikum nur verschwommen wahr und konnte damit sein Lampenfieber mildern. Außerdem war bekannt, dass Erhardt vor seinen Auftritten gerne ein Schnapsglas mit Doornkaat zu sich nahm. Zu diesem Thema schrieb und sang er seinen Filmschlager Immer wenn ich traurig bin. Ein weiteres Markenzeichen Erhardts war seine von rechts nach links überkämmte Glatze.

### Humor
Erhardts spitzbübischer Humor und sein spielend leichter Umgang mit der deutschen Sprache sind prägend für ihn. Sein Humor baut in erster Linie auf Wortspielen und verdrehten Redewendungen auf. Bei einem seiner frühen Gastspiele 1938 in der Berliner Scala unterlief ihm ein Missgeschick, das er durch seine Stegreif-Komik zu einem Gag machte:

„Ich hatte.. meinen Faden verloren. Faden verloren. Faden verloren – das muss mir im Kopf herumgegangen sein, heute weiß ich es nicht mehr genau. Ich weiß nur noch, dass ich mich bückte und einen gar nicht vorhandenen Faden von den Bühnenbrettern aufhob. ›Verzeihung, ich hatte meinen Faden verloren‹, sagte ich und hielt das imaginäre Ding mit spitzen Fingern hoch und steckte es in die Brusttasche meines Fracks. Das finstere Loch des Publikumsraums wurde da plötzlich sehr lebendig. Es applaudierte und lachte...“

In dem Gedicht Ganz zuletzt bekannte er sich zu den Vorbildern Erich Kästner, Christian Morgenstern und Joachim Ringelnatz. Der deutsche Germanist Heinrich Detering bezeichnete Erhardt als „einen Poeten, der es sich selbst und seinen Lesern nicht immer leicht gemacht hat, weil er es ihnen zu leicht machen wollte“.
Sein schelmischer Witz, die verschmitzte Schüchternheit und das Äußere des gemütlichen Spießers täuschen darüber hinweg, dass der Perfektionist Heinz Erhardt stets mit Akribie an seinen Texten und seiner absichtlich unabsichtlich wirkenden Performance feilte. Dazu kam seine lustige äußere Erscheinung: Ein fülliger Herr mit dicker Brille, schütterem Haar und freundlichem Gesicht. Die Hände knetete er vor dem Bauch, als er im jungen Fernsehen seine absurden Gedichte aufsagte und die Wirtschaftswunder-Deutschen am Nierentisch zum Lachen brachte.
Sein Manager von 1962 bis 1971 war Horst Klemmer, von Erhardts Frau Gilda Klemmerchen genannt. Dieser resümierte: „Sein Humor war frei von Politik und Zoten. Es war alles sauber, da konnten Sie auch mit ihren Kindern hingehen. Die Leute haben das behalten, dass da so ein ruhiger Dicker auf der Bühne stand, der witzig war, erzählte und – wenn er Lust dazu hatte – eben auch tanzte. Zudem war Heinz Erhardt hintersinnig, er hat nicht einfach nur irgendwelche Kalauer von sich gegeben. Nein, da musste das Publikum schon ab und zu mitdenken.“
Sein Humor war bisweilen hintergründig. Manche seiner Gedichte kreisen auf subtile Weise um die Themen Vergeblichkeit, Vergänglichkeit und Tod, sodass man sie auch dem Genre des Schwarzen Humors zurechnen kann.
Otto Waalkes und Willy Astor betrachten Heinz Erhardt als ihr Vorbild.
Berühmt ist Heinz Erhardt auch für seine zahlreichen witzigen Gedichte. Seine Darbietungen schlossen Klavierspiel, Intonierung und Tanz, meist im kleinen Format, mit ein, was sein Profil als Alleinunterhalter abrundete. Auch kamen viele Partner-Nummern, so etwa im Film mit Hans-Joachim Kulenkampff oder Peter Alexander und auf der Bühne mit Rudi Carrell oder Udo Jürgens, zustande.

### Humorvolle Redensarten und Kurzgedichte (Auswahl)
- „Ich heiße nicht nur Heinz Erhardt, sondern Sie auch herzlich willkommen.“
- „Noch'n Gedicht.“
- „Was bin ich für ein Schelm!“
- „Mein Vater war sehr reich: Er hatte zwei Villen, einen guten und einen bösen.“
- „Wer ahnte, dass zum Weihnachtsfest Cornelia mich sitzenläßt? Das war noch nichts: Zu Ostern jetzt hat sie mich abermals versetzt! Nun freu' ich mich auf Pfingsten – nicht im geringsten.“[30]
- „Des Menschen Leben gleicht der Brille: Man macht viel durch.“
- „Das Leben kommt auf alle Fälle aus einer Zelle! Und manchmal endet’s auch, bei Strolchen, in einer solchen.“
- „Auf, auf und auf! Lasst uns von Tonne zu Tonne eilen! Wir wollen dem Müll eine Abfuhr erteilen.“ (Chor der Müllabfuhr)
- „Humor ist der Schwimmgürtel auf dem Strom des Lebens.“
- „Lieber 'ne Stumme im Bett als 'ne Taube auf dem Dach.“
- „Pessimisten sind Leute, die mit der Sonnenbrille in die Zukunft schauen.“
- (Mit Verweis auf die eigene, dezente Kleidung): „Der Anzug ist von einem holländischen Maß-Schneider – van der Stange.“
- „Manche Frauen sind wie Löschpapier: Sie nehmen alles in sich auf und geben es anschließend verkehrt wieder.“[31]

### Ehrungen, Krankheit und Tod
Ab Ende der 1960er Jahre verschlechterte sich sein Gesundheitszustand, häufig quälte er sich mit Herzrasen oder Fieber auf die Bühne. Am 11. Dezember 1971 erlitt Erhardt einen Schlaganfall. Dabei wurde das Sprachzentrum seines Gehirns schwer geschädigt, so dass er zwar noch lesen und verstehen, aber nicht mehr sprechen und schreiben konnte. Bedingt durch diese Aphasie zog er sich weitgehend ins Privatleben zurück. Zehntausende Briefe mit Genesungswünschen gingen bei ihm ein.

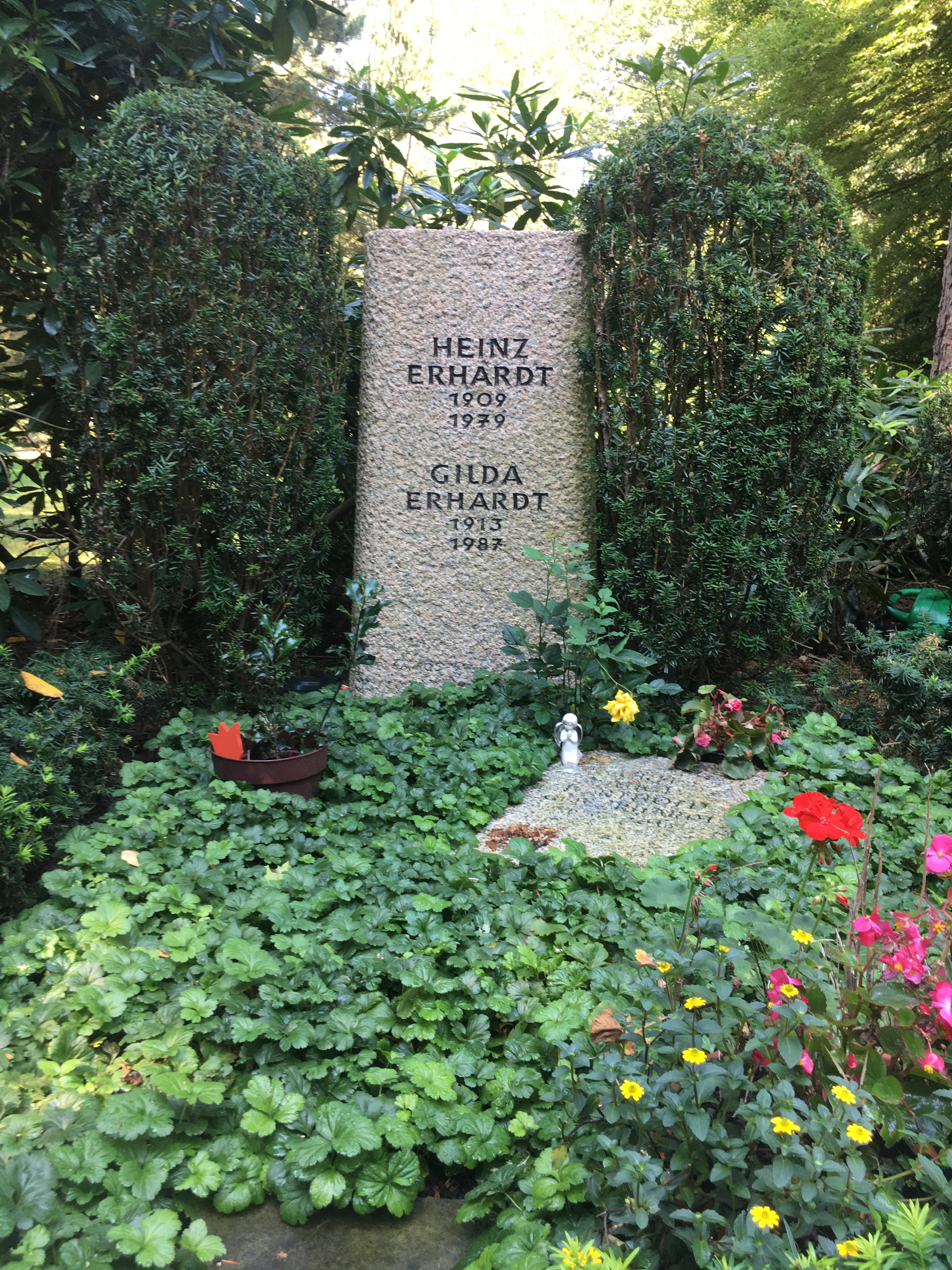
Erhardts Grabstätte auf dem Friedhof Ohlsdorf

1978/1979 arbeitete Heinz Erhardt mit seinem Sohn Gero an der Fernsehfassung seiner komischen Oper Noch ’ne Oper, die er in den 1930er Jahren geschrieben hatte. Am 21. Februar 1979, einen Tag nach Heinz Erhardts 70. Geburtstag, wurde diese Fernsehfassung im ZDF ausgestrahlt. Mit dabei waren viele Kollegen wie Paul Kuhn, Hans-Joachim Kulenkampff, Rudolf Schock, Ilse Werner und Helga Feddersen, sein Sohn Gero stand hinter der Kamera. Heinz Erhardts Stimme wurde aus früheren Rundfunkaufnahmen hinzugemischt. In kurzen, eingeblendeten Szenen war Erhardt selbst als amüsierter Dichter in einem Park auf einer Bank sitzend zu sehen.
Von der 1972 veröffentlichten LP Was bin ich wieder für ein Schelm wurden bis 1984 über 250.000 Exemplare verkauft; sie wurde daher mit einer Goldenen Schallplatte geehrt. Die Plattenfirma Teldec und der Verlag Klemner und Müller überreichten Heinz Erhardt dafür am 31. Mai 1978 Das Goldene Gedicht, eine Tafel mit Erhardts Gedicht vom Blähboy. Diese LP erschien 1985 auch in der DDR beim VEB Deutsche Schallplatten und war dort ebenfalls ein großer Erfolg.
Am 1. Juni 1979 wurde Heinz Erhardt das Große Verdienstkreuz der Bundesrepublik Deutschland nachträglich zum 70. Geburtstag verliehen.
Am 5. Juni 1979 starb Heinz Erhardt im Alter von 70 Jahren. Er wurde auf dem Friedhof Ohlsdorf in Hamburg beigesetzt. Die Grabstelle befindet sich in BI 66, 605–606.

## Nachlass und postume Ehrungen

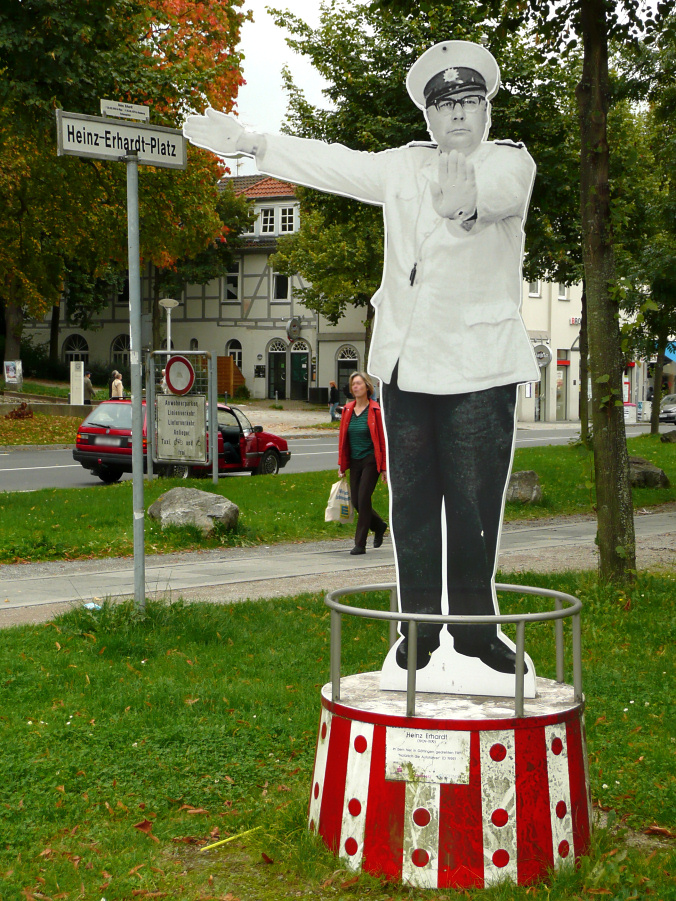
Heinz-Erhardt-Denkmal am Heinz-Erhardt-Platz in Göttingen als Szene im Film Natürlich die Autofahrer

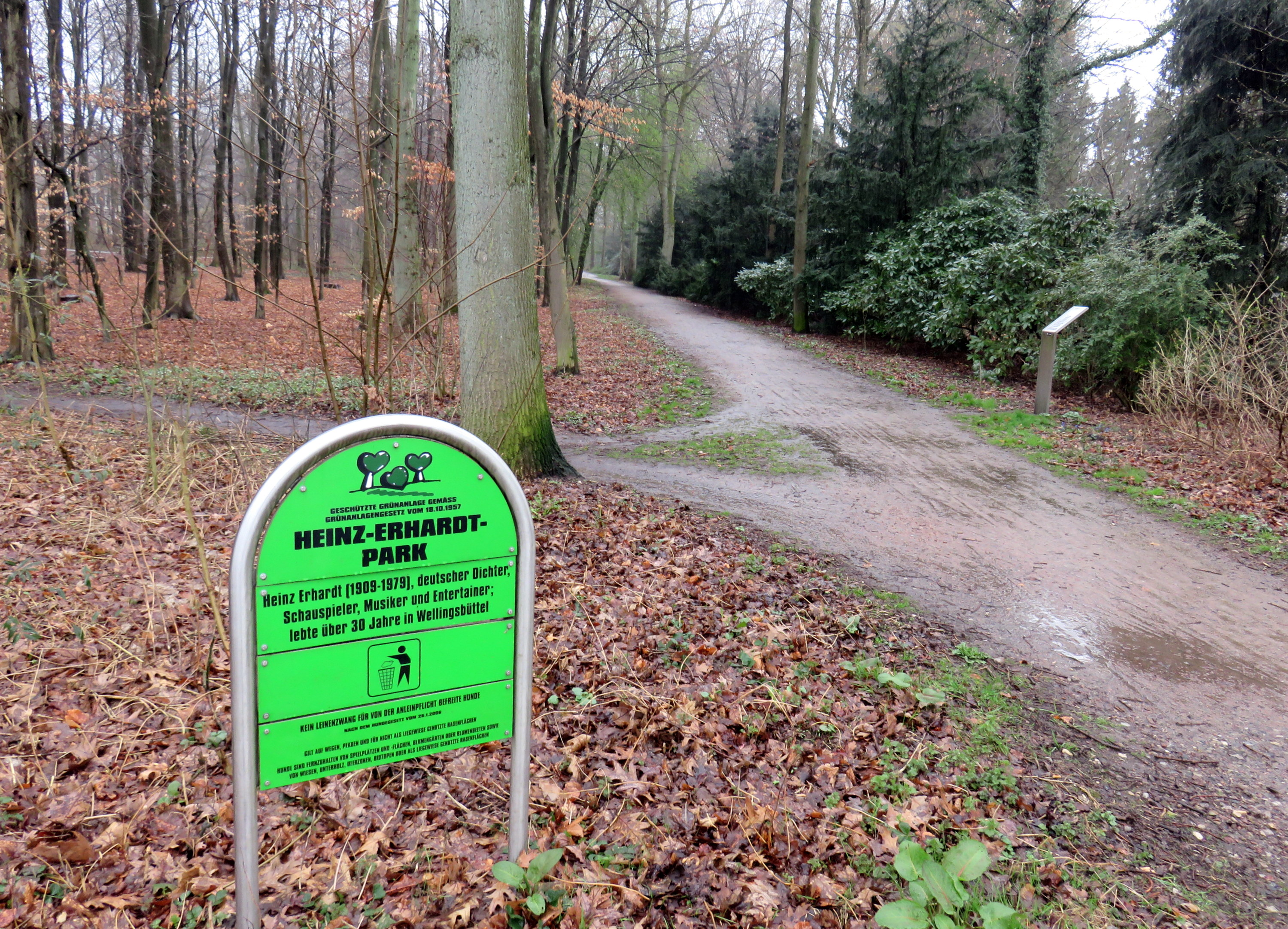
Heinz-Erhardt-Park in Hamburg-Wellingsbüttel

Im Nachlass von Heinz Erhardt fanden sich zahlreiche Klavierkompositionen, die er zwischen 1925 und 1931 geschrieben hatte. 23 dieser Stücke wurden 1994 erstmals auf Tonträger veröffentlicht. Die Noten zu diesen Klavierstücken wurden zu seinem 100. Geburtstag 2009 erstmals im Druck veröffentlicht.
Heinz Erhardt ist ein Stern im Sterne der Satire – Walk of Fame des Kabaretts in Mainz gewidmet.
Der Platz in Göttingen, an dem Erhardt in dem Film Natürlich die Autofahrer als Polizist Dobermann den Straßenverkehr regelte, wurde im Mai 2003 in Heinz-Erhardt-Platz umbenannt. Dort wurde eine Stele aufgestellt. Mitte September 2019 verschwand das Denkmal aus bedampftem Acrylglas zunächst spurlos. Leicht beschädigt tauchte es am 7. Oktober 2019 auf dem Göttinger Wall wieder auf.
Im Jahr 2007 kam Heinz Erhardt bei der Wahl zum besten deutschsprachigen Komiker in der ZDF-Sendung Unsere Besten – Komiker & Co. auf den zweiten Platz hinter Loriot. Auch in der Unsere-Besten-Schauspielerausgabe konnte er sich unter den ersten zehn platzieren.
2009 schrieb John von Düffel das Theaterstück Ich, Heinz Erhardt zum 100. Geburtstag des Komikers als einen humorvollen Beitrag zur Integrationsdebatte. Die Titelrolle der Uraufführung am Staatstheater Oldenburg spielte Murat Yeginer.
Ebenfalls 2009 wurde von der Deutschen Post AG eine Sonderbriefmarke im Wert von 0,55 Euro (damals das Porto eines Standardbriefes) herausgegeben.
Am 20. Februar 2010 wurde anlässlich Heinz Erhardts 101. Geburtstag die bisher größte Ausstellung Noch ’ne Ausstellung in der Lutherstadt Wittenberg eröffnet.
Am 24. Juni 2010 wurde der Heinz-Erhardt-Park in Hamburg-Wellingsbüttel eingeweiht. Der Bezirk Wandsbek hatte dafür 2009 eine Grünanlage nahe dem ehemaligen Wohnhaus Erhardts im Fasanenhain ausgewählt, um den 100. Geburtstag zu würdigen. Zusätzlich wurden Tafeln mit bekannten Versen im Park aufgestellt.
2010 wurde er vom Fernsehkritiker Volker Bergmeister hinter dem Spitzenreiter Loriot auf dem zweiten Platz der zehn nachhaltigsten Comedians gelistet.
2014 wurde in Wien im Nachlass des Regisseurs Johann Alexander Hübler-Kahla ein bislang unbekannter Film mit dem Titel Geld sofort entdeckt, der eine Länge von 37 Minuten hat und am 6. Januar 2015 im NDR seine Fernsehpremiere feierte. Ob es sich um einen Kurzfilm oder einen Vorfilm für das Kino handelt und warum er seinerzeit nicht veröffentlicht wurde, ist bislang ungeklärt.